# Фетиш (альбом Лолиты)
«Фетиш» — пятый студийный альбом российской певицы Лолиты, вышедший 14 ноября 2008 года на лейбле «Мистерия звука».

## Об альбоме
Ещё до релиза альбома представитель Лолиты заявлял, что альбом будет крайне острым, более модным и чем-то похожим на последний альбом Кайли Миноуг «X». Все аранжировки выполнены продюсером альбома Анатолием Лопатиным. В пластинку вошли двенадцать песен, среди которых популярный трек «Прощай, оружие!», написанный Еленой Кипер.
Сама Лолита говорила об альбоме:
Мой новый альбом тоже про любовь, с высокой поэзией, которая сочетается с очень модными музыкальными стилями. Меня не интересуют модные направления, я пою только то, что ложится на мою душу, в данном случае это хорошее сочетание модной музыки и высокой поэзии.
Клип на песню «Прощай, оружие!», затрагивающий актуальные политические проблемы, повлек за собой много противоречивых разговоров, но сама песня в целом получила множество положительных отзывов и стала визитной карточкой певицы.
В поддержку альбома стартовал тур «Одна большая длинная песня про…», который начался 30 ноября 2008 года.

## Реакция критики
Цензура не пропустила работу в продажу певицы из-за эротической фотосессии, сделанной специально для альбома. На изображениях Лолита, окруженная голыми стриптизерами, предстала в образе танцовщицы бурлеск-шоу: на ней были надеты чёрный корсет с откровенным декольте, сетчатые колготы, кожаные ботфорты и полицейская шляпа. Ввиду наложенных ограничений, Лолита выпустила специальное издание диска, и только несколько музыкальных магазинов города продавали альбом с откровенными фото.
В целом, альбом получил неоднозначные отзывы критиков. Они хвалили певицу за современность звучания, творческие изыскания в текстах песен Елены Кипер.
Женя Воеводина из Billboard писала, что "если закрыть глаза на «советский цирк» пиар-кампании нового релиза «Фетиш» (Мадонна, кстати, ещё в начале 90-х позировала на фоне голых мужских… нет, не поп, а кое-чего другого), то в сухом остатке будет образец современной русской попсы, которую с удовольствием станут гонять разные «русские радио».
Сергей Соседов с портала KM.ru писал, что «новый альбом одной из самых талантливых и скандальных певиц страны — это наш ответ Мадонне. Даже на обложке Лола предстала в образе „обрюнеченной“ Мэрилин Монро — кинодивы, ставшей, как известно, имиджевой предтечей Мадонны».

## Список композиций
| №   | Название                                | Текст песни | Длительность |
| --- | --------------------------------------- | ----------- | ------------ |
| 1.  | «Прощай, оружие!»                       | .           | 4:02         |
| 2.  | «Никто не виноват»                      |             | 3:05         |
| 3.  | «Фетиш»                                 |             | 3:57         |
| 4.  | «М.М.Т.»                                |             | 3:46         |
| 5.  | «Расскажи, как…»                        |             | 3:45         |
| 6.  | «Белый флаг»                            |             | 4:04         |
| 7.  | «Осталась надежда»                      |             | 3:43         |
| 8.  | «Зацепи меня так»                       |             | 3:43         |
| 9.  | «Ну что ж…»                             |             | 3:34         |
| 10. | «Не кури»                               |             | 2:54         |
| 11. | «Прощай, оружие! (War Style Radio Mix)» |             | 3:28         |
| 12. | «Осталась надежда (Tradition Mix)»      |             | 3:13         |

## Участники записи
Аранжировки и программирование:
- Олег Оленев - 1, 4, 5, 8
- Олег Шаумаров - 2, 3, 6, 7, 10
- Анатолий Лопатин - 5, 8
- Сергей Разумов - 9

Бэк-вокал:
- Наталья Сигаева - 1, 2, 4, 5, 7-9

Музыкальное сопровождение:
- Виолончель - Ильмира Тинчурина - 3
- Гитара и бас-гитара - Сергей Разумов - 9
- Духовые инструменты - «Studio Transit» под руководством Алексея Батыченко в составе: Алексей Батыченко, Константин Горшков, Александр Мичурин - 9